# William Legge, I conde de Dartmouth
William Legge, I conde de Dartmouth (14 de octubre de 1672-15 de diciembre de 1750), fue Lord del Sello Privado entre 1713 y 1714.

## Vida
Único hijo de George Legge, I barón Dartmouth. Se educó en Westminster School, y más tarde completó su formación en el King's College, de donde se graduó en 1689. Sucedió a su padre en la baronía en 1691.
En 1702, se convirtió en miembro de la Board of Trade and Plantations, y ocho años después se convirtió en Secretario de Estado del Departamento del Sur y custodio del sello de Escocia. En 1711, se le concedeieron los títulos de vizconde de Lewisham y conde de Dartmouth. En 1713, renunció a sus oficinas para convertirse en Lord del Sello Privado, donde estuvo un año, tras lo que se retiró de la visa pública. Murió el 15 de diciembre de 1750, habiendo sobrevivido a su hijo George Legge, vizconde Lewisham (c. 1703-1732); por lo que le sucedió su nieto William. Otro hijo de Lord Dartmouth, Henry Bilson-Legge, sirvió como Canciller de la Hacienda.
Tenía una política moderada: Dispuesto a trabajar junto a los whigs a pesar de ser tory. Esto le granjeó una amistad con el moderado Robert Harley, que se mantuvo incluso tras la caída de este. También se ganó la confiana de la reina Ana de Gran Bretaña, quien le consideraba «un hombre honesto». Como ministro, pese a no ser brillante, se le consideró un trabajador constante y capaz. También era reconocida su discreción, incluso por embajadores extranjeros. En su vida privada, era reconocido en su familia por sus bromas constantes y se referían a él como «el bufón».

## Familia
En julio de 1700, se casó con Lady Anne Finch, tercera hija de  Heneage Finch, I conde de Aylesford, con quien tuvo seis hijos. La familia vivió en Sandwell Hall, Sandwell Valley.

## Legado
La ciudad canadiense de Dartmouth, Nueva Escocia, fue nombrada en su honor.